# كنيسة مدينة الله أنطاكية العظمى (كتاب)
كنيسة مدينة الله أنطاكية العظمى هو كتاب مكون من 3 أجزاء ألفه أسد رستم وصدر عام 1958 عن دار منشورات النور في بيروت. يتناول الكتاب تاريخ بطريركية أنطاكية وسائر المشرق للروم الأرثوذكس منذ نشأة المسيحية وحتى القرن العشرين.

## طبعات الكتاب
- صدرت الطبعة الأولى في 3 أجزاء عن منشورات النور ببيروت.[1]
- طبعته المكتبة البولسية ضمن مجموعة الأعمال الكاملة في عام 1988م، وشغل المجلدات 20 و21 و22 فيها.[2]
- أصدرت بطريركية أنطاكية وسائر المشرق طبعة جديدة في 3 مجلدات ضمن مجموعة مصغرة في سنة 2021. ضمت 5 مجلدات: 3 منها لكنيسة مدينة الله العظمى أنطاكية و2 لكتاب آباء الكنيسة.[3]
- أصدرت مؤسسة هنداوي نسخة رقمية حرة من الكتاب في 3 ملفات منفصلة في عام 2021.[4]